# Воскресенское (Юрьев-Польский район)
Воскресенское — деревня в Юрьев-Польском районе Владимирской области России, входит в состав Небыловского сельского поселения.

## География
Деревня расположена на берегу речки Выкрос в 16 км на северо-запад от центра поселения села Небылое и в 15 км на юго-восток от райцентра города Юрьев-Польский.

## История
В XIX — начале XX века деревня входила в состав Никульской волости Юрьевского уезда, с 1925 года — в составе Лучинской волости Юрьев-Польского уезда Иваново-Вознесенской губернии. В 1859 году в деревне числилось 23 двора, в 1905 году — 30 дворов.
С 1929 года деревня входила в состав Никульского сельсовета Юрьев-Польского района, с 1935 года — в составе Небыловского района, с 1963 года в составе — Юрьев-Польского района, с 1977 года — в составе Федоровского сельсовета, с 2005 года — в составе Небыловского сельского поселения.

## Население
| 1859 | 1905 | 2002 | 2010 | 2021 |
| ---- | ---- | ---- | ---- | ---- |
| 164  | ↘157 | ↘56  | ↘41  | ↗60  |